# Церква Різдва Пресвятої Богородиці (Коритне)
Церква Різдва Пресвятої Богородиці — парафіяльна православна дерев'яна церква на честь Різдва Пресвятої Богородиці у селі Коритне, Радивилівського району на Рівненщині. Пам'ятка архітектури місцевого значення. Парафія належить до Радивилівського районного благочиння, Рівненської Єпархії ПЦУ. Престольне свято — 21 вересня (Різдво Пресвятої Богородиці).

## Історія
Точна дата будівництва невідома, імовірно церкву побудовано у XVIII столітті.

## Архітектура
Церква тризрубна, одноверха дерев'яна з прибудованою дзвіницею. Центральний зруб (нава) майже вдвічі вищий від прямокутних в плані бабинця та абсиди. Над навою надбудовано восьмигранний «сліпий» підбанник з покриттям у вигляді восьмигранного намету, що завершується невеликою маківкою. Дах бабинця двоскатний, абсиди трискатний. Зовнішні кути усіх трьох зрубів акцентовані декоративними пілястрами. З заходу до бабинця прибудована триярусна дзвіниця, усі яруси якої подібні по висоті, наближені в плані до квадрату і розділені по вертикалі чіткими карнизами. Завершення дзвіниці у вигляді восьмигранного намету пірамідальної форми з невеликою маківкою. До південної стіни абсиди прибудоване невелике службове приміщення. Зовнішні стіни власне церкви опоряджені горизонтальною шалівкою, стіни дзвіниці – вертикальною, що може свідчити про пізнішу її добудову. Церква має двоє вхідних дверей - зі сходу та півночі дзвіниці. Колористика на момент огляду (2010): сині стінові поверхні, біле деталювання пілястр, сіра покрівля з оцинкованої жерсті. Поруч збудовано нову муровану церкву.

## Світлини

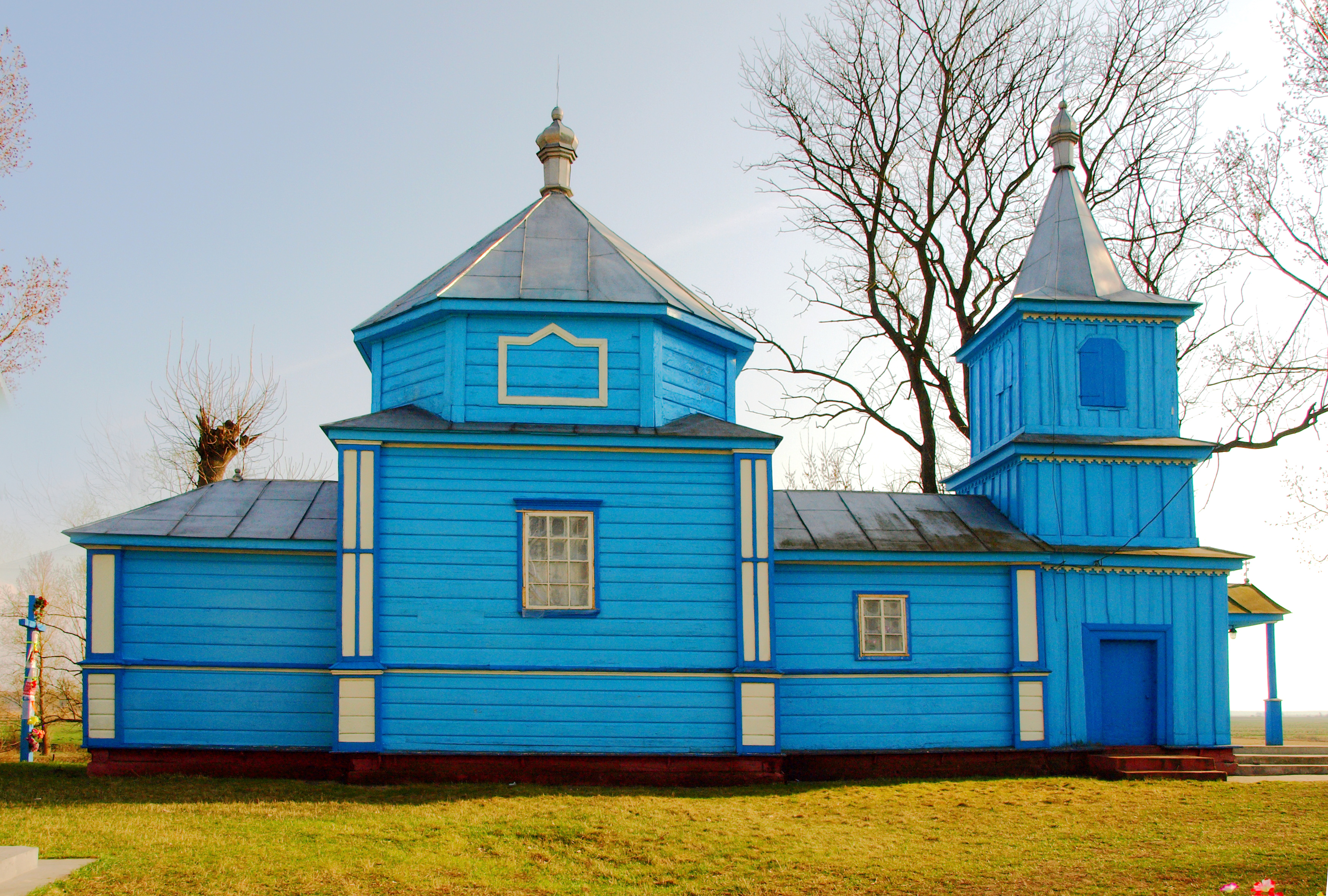
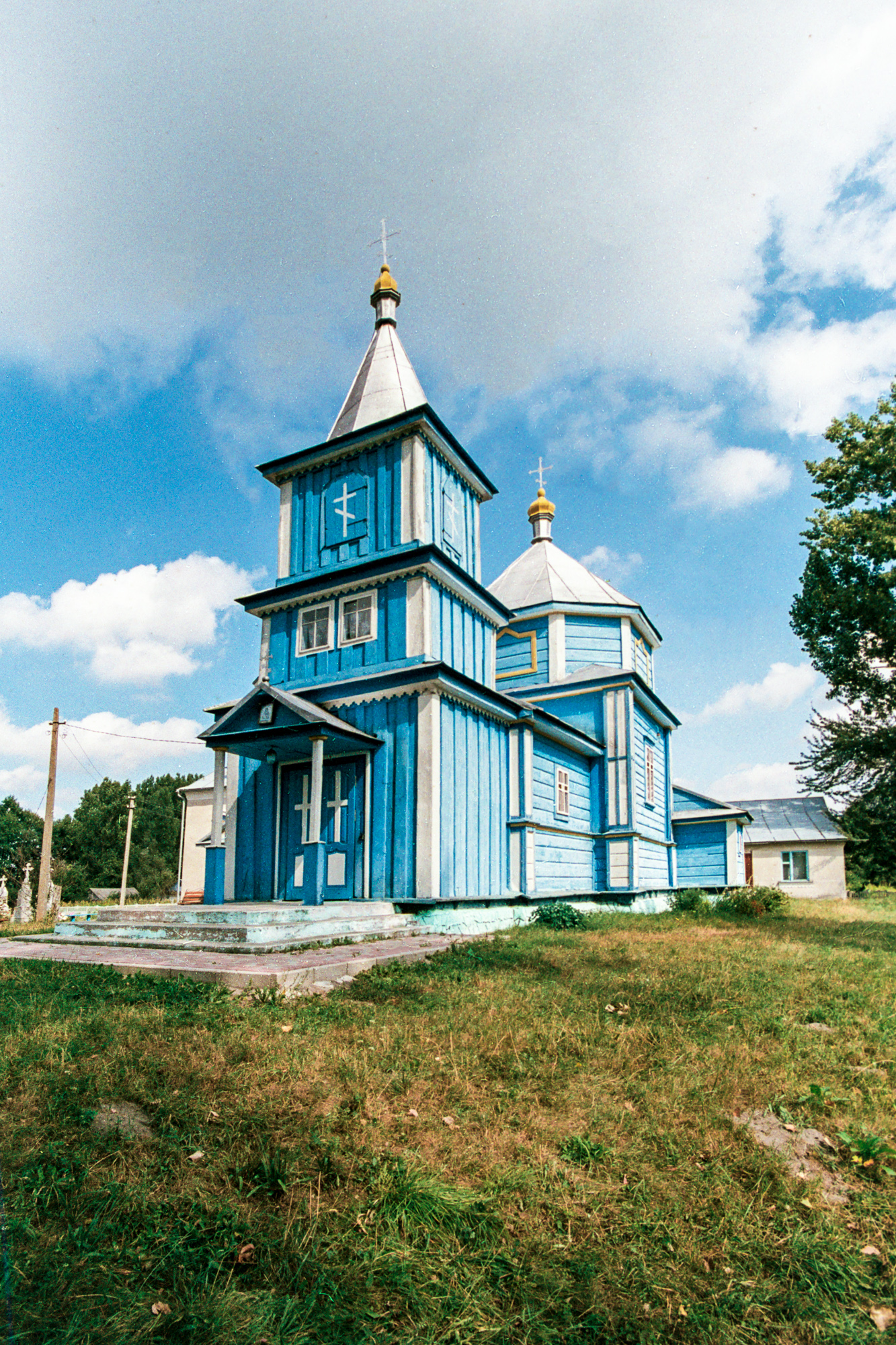
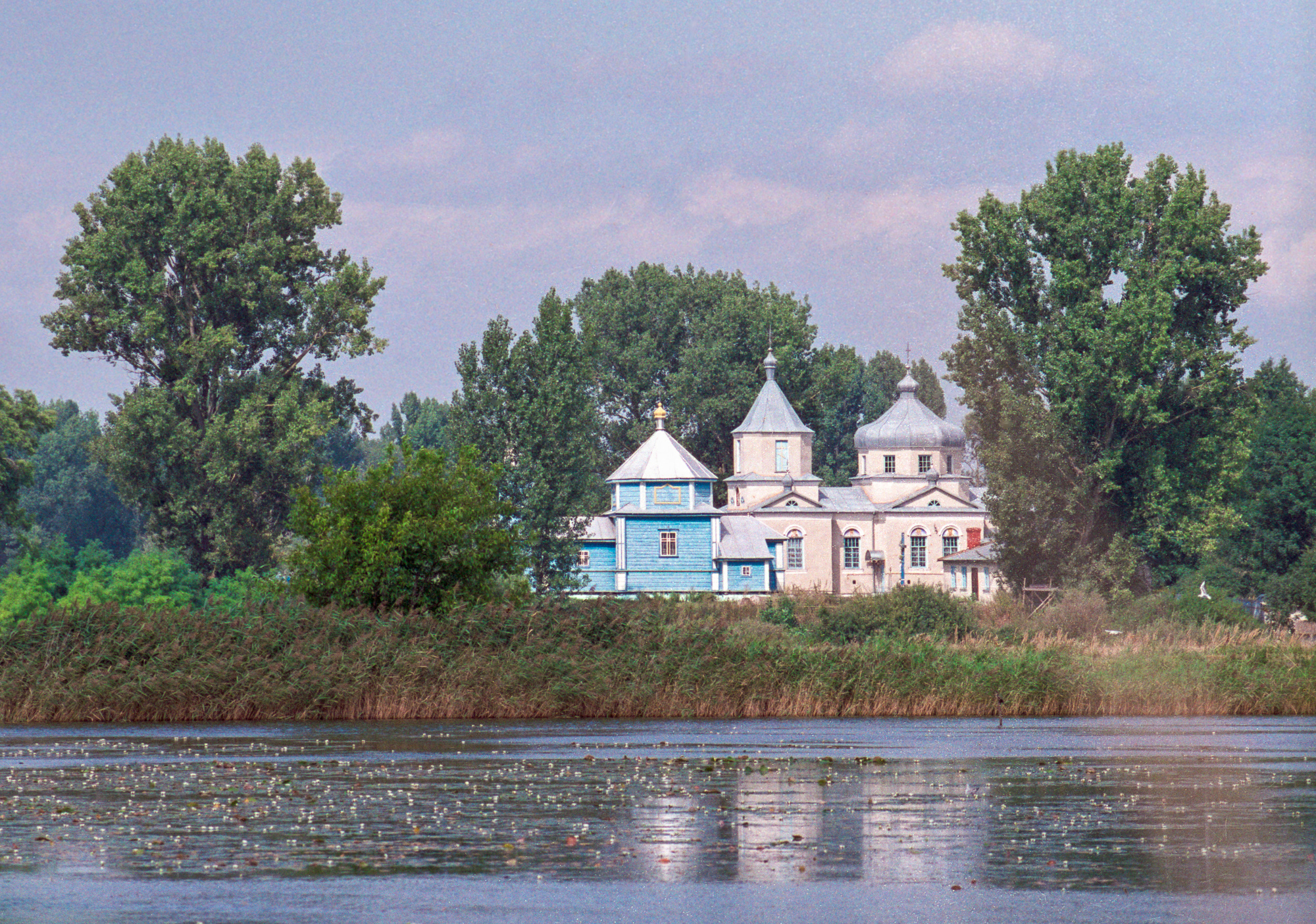

## Див.також
- Церква на Електронній карті спадщини дерев'яного церковного зодчества Рівненської області.